# Richard Milner
Richard Gerard Milner (* 2. Dezember 1956 in Cork, Irland) ist ein irisch-amerikanischer Kernphysiker und Hochschullehrer am Massachusetts Institute of Technology.

## Leben
Milner studierte Physik am University College Cork mit Bachelor-Abschluss in Experimentalphysik 1978 und Master-Abschluss in theoretischer Physik 1979 und wurde 1984 am Caltech promoviert. Anschließend war er dort von 1985 bis 1988 Research Fellow. 1988 wurde er Assistant Professor und später Professor am Massachusetts Institute of Technology (MIT). Er war dort 1998 bis 2006 Direktor des Bates Linear Accelerator und von 2006 bis 2015 Direktor des Laboratory of Nuclear Science. Er ist am Bates Large Acceptance Spectrometer Toroid (BLAST) des Bates Linear Accelerator des MIT beteiligt. Dort wird die Spinstruktur leichter Kerne (Helium-3, Deuterium) untersucht.
Er war führend am HERMES-Experiment des DESY beteiligt und untersuchte darin die Spin-Struktur des Nukleons, zusammengesetzt aus Quarks und Gluonen. Außer am DESY und MIT experimentierte er am SLAC, der Indiana University Cyclotron Facility (IUCF) und am Jefferson Lab (unter anderem CLAS-12-Experiment). Er entwickelt eine He3-Ionenquelle am RHIC des Brookhaven National Laboratory und ist seit zwei Jahrzehnten Befürworter eines Elektronen-Ionen-Speicherrings in den USA.
Er ist Fellow der American Physical Society (APS), deren Abteilung Kernphysik er 2007 vorstand. Von 2014 bis 2017 stand er dem International Spin Physics Committee vor.
Er erhielt 2010 einen Ehrendoktor der National University of Ireland und 2011 einen Humboldt-Forschungspreis. 2020 erhielt er den Tom-W.-Bonner-Preis für Kernphysik für Pionierarbeiten der Entwicklung und Nutzung polarisierter Targets in Speicherringen und seine Führungsrolle in der Untersuchung der Struktur des Nukleons in einer breiten Palette von Elektronenstreuexperimenten an Kernen (For pioneering work developing and using polarized internal targets in storage rings and his leadership role in studying the structure of the nucleon in a wide range of electronuclear experiments).

## Schriften (Auswahl)
- Fachartikel mit der HERMES Collaboration (K. Ackerstaff u. a.):
  - Flavor Decomposition of the Polarized Quark Distributions in the Nucleon from Inclusive and Semi-Inclusive Deep-inelastic Scattering. Phys. Lett. B, Band 464, 1999, S. 123 (1999).
  - Observation of a Coherence Length Effect in Exclusive {\displaystyle \mathrm {P} ^{0}} Electroproduction,  Phys. Rev. Lett., Band 82, 1999, S. 3025.
  - Beam Induced Nuclear Depolarisation in a Gaseous Polarised Hydrogen Target,  Phys. Rev. Lett., Band 82, 1999, S. 1164
- Richard Milner, Erhard Steffens: The HERMES experiment : a personal story. World Scientific, New Jersey 2021, ISBN 978-981-12-1533-9.